# Quartier lointain (film)
Cet article concerne le film de Sam Garbarski. Pour le manga de Jirō Taniguchi, voir Quartier lointain.
Pour plus de détails, voir Fiche technique et Distribution.
Quartier lointain est un film réalisé par Sam Garbarski sorti en Europe en 2010 d'après le manga Quartier lointain de Jirō Taniguchi.

## Synopsis
Thomas, un Français d’une cinquantaine d’années, passe dans la ville de son enfance et en profite pour se rendre sur la tombe de sa mère. Ce retour sur les traces de sa jeunesse va se transformer en bond dans le temps. Il va être transporté à l'époque de ses quatorze ans, avec l'apparence qu'il avait alors.

## Fiche technique
- Titre : Quartier lointain
- Réalisation : Sam Garbarski

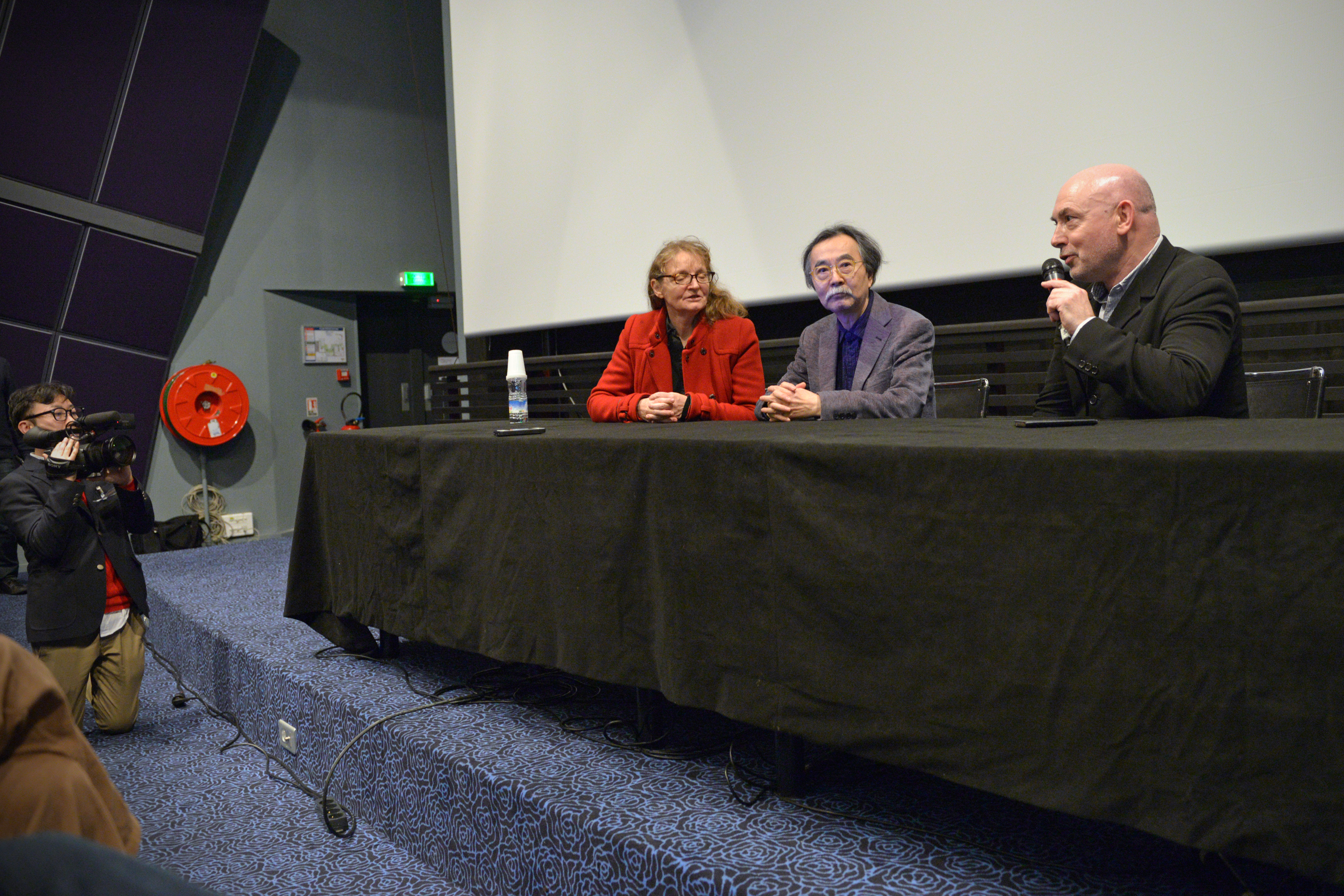
Jirō Taniguchi au Festival d'Angoulême 2015 avant la projection du film.

- Scénario : Sam Garbarski, Jérôme Tonnerre, Philippe Blasband, d'après le manga Quartier lointain de Jirō Taniguchi
- Direction artistique : Véronique Sacrez
- Décors : Véronique Sacrez
- Costumes : Anaïs Romand
- Photographie : Timo Salminen
- Son : Pascal James et Carlo Thoss
- Montage : Ludo Troch
- Musique : Air
- Production : Denis Freyd, Diana Elbaum, Jani Thiltges, Thanassis Karathanos, Karl Baumgartner, Sébastien Delloye
- Sociétés de production : Archipel 35, Entre Chien et Loup, Samsa Film, Pallas Film
- Société de distribution : Wild Bunch Distribution
- Budget estimé : 18 millions de dollars
- Pays d'origine :  Allemagne,  Belgique,  France,  Luxembourg
- Langue : français
- Format : couleur - 35 mm - 1,85:1 -  Son Dolby numérique
- Genre : drame
- Durée : 98 minutes
- Tournage : du 27 avril 2009 au 17 juillet 2009 à Nantua et ses environs (Ain) et au Luxembourg
- Date de sortie :
  -  Allemagne : 20 mai 2010
  -  Autriche : 28 mai 2010
  -  Belgique : 24 novembre 2010
  -  France : 24 novembre 2010
  -  Luxembourg : 24 novembre 2010

## Distribution
- Pascal Greggory : Thomas Verniaz, adulte
- Alexandra Maria Lara : Anna Verniaz née Zorn
- Jonathan Zaccaï : Bruno Verniaz
- Léo Legrand : Thomas Verniaz, adolescent
- Laura Martin : Sylvie
- Laura Moisson : Corinne
- Pierre-Louis Bellet : Rousseau
- Tania Garbarski : Nelly
- Laurence Lipski : Rachel
- Louis Bianchi : Godin adolescent
- Théo Dardenne : Chabrot
- Augustin Lepinay : Jules
- Pauline Chappey : Emma
- Juliette Lembrouk : Alice
- Jean-François Wolff : Surveillant
- Charlie Dupont : Contrôleur
- Jacques Berenbaum : Prof de latin
- Odile Mathieu : Prof de maths
- Clément Chebli : Adolescent au salon de la BD
- Patrick Zimmermann : Dr Dumontel
- Évelyne Didi : Mémé Yvette
- Sophie Duez : Catherine
- Lionel Abelanski : Godin adulte

Jirō Taniguchi fait de plus une apparition à la fin du film.

## Critiques
- Libération  : « Quartier Lointain est une fidèle mais non servile adaptation… Sam Garbarski traque un suspense sentimental, un secret tendre… Grâce à l'élégante fluidité de sa mise en scène, à l'excellente musique ambiancée par Air et à la remarquable prestation du jeune Léo Legrand, Quartier Lointain parvient à donner une consistance crédible et émouvante à cette idée que l'on a tous eu, le désir un jour de vouloir prévenir, et préventivement réparer, les douleurs du passé. »
- Télérama  : « Le film interroge la douleur du « jamais-plus » autant que l'ivresse du souvenir. Il explore la brocante de la mémoire (un réveil, une BD, le décor d'un chambre ou d'une rue), tout en restant « à côté » du réel : ses héros ont quelque chose de somnambulique, de fantomatique. Tel ce père taciturne et adoré (Jonathan Zaccaï, poignant), qui semble déjà absent… Comme dans Peggy Sue s'est mariée, de Coppola, remonter le temps pour comprendre et accepter veut dire aussi savourer une dernière fois la sève de la jeunesse, de tous les commencements. Dans un rôle délicat - un adulte dans un corps de môme -, le jeune Léo Legrand trouve le parfait équilibre. Lors d'une brève apparition clin d'œil, Jirô Taniguchi sourit. Il a raison : la greffe a réussi[2]. »
- Le Point  : « Sam Garbarski restitue à merveille la magie du manga. Tout en émotion retenue, ce Quartier Lointain a quelque chose de Modiano, l'auteur d'un certain Quartier perdu. »
- Première.fr  : « S’il y a, dans le somptueux manga culte du Japonais Jirô Taniguchi, tous les éléments d’une histoire universelle, son adaptation au cinéma et à l’univers français tenait de la double gageure. Les premières images, où Thomas adulte s’endort dans un TGV ou vacille dans un cimetière, sont d’une beauté renversante, respectant les cadres de la BD : alternance de plans larges où le personnage déambule, minuscule, au milieu du décor, et de gros plans de visages ou de mains. La suite, empesée par la reconstitution proprette des années 60, cède plus à la facilité de la chronique ado. Comme si le passage à l’écran avait aplati le propos, qui ressemble soudain à un pitch de comédie américaine genre Big. Mais, même sans conserver le foisonnement originel, la fable trouve son chemin et, au bout du compte, l’émotion est là[2]. »
- Ouest-France  : « C'est Sam Garbarski (Le Tango des Rashevski, Irina Palm) qui s'y colle. Et qui s'y plante. Il livre une sorte de Retour vers le futur bien sage et bien propre dans des décors rétro méticuleusement soignés. Une simple chronique de l'adolescence version années 50. Sans passion, sans relief, sans émoi dans son déroulé appliqué[3]. »
- Le Monde  : « L'énorme défaut de ce film est qu'il escamote le charme et le mystère de ce manga. Sans doute la littéralité du cinéma ne pouvait-elle pas prendre en charge la dimension surréaliste du voyage dans le temps qu'effectuait le jeune garçon dans l'œuvre originale et qui en faisait tout le prix. Mais alors, sans doute ne fallait-il pas faire un film. Le parti pris adopté ici, qui consiste, une fois la transformation passée, à se concentrer d'une part sur une reconstitution de la douce France des années 1960 bourrée d'accessoires vintage, dans un style qui rappelle furieusement celui du Petit Nicolas, et de l'autre sur une trame psychologique fadasse dans laquelle un adulte aux allures de petit garçon essaye d'empêcher le divorce de ses parents, est l'antithèse de l'œuvre de Taniguchi, d'un style unique qui s'incarnait notamment dans la finesse et le minimalisme du trait, dans la délicatesse aussi d'un contexte spécifiquement japonais[2]. »